# هوشنگ حاتم
هوشنگ حاتم (۱۲۹۷ – ۲۳ مرداد ۱۳۵۹) سپهبد نیروی زمینی ارتش شاهنشاهی و جانشین رئیس ستاد بزرگ ارتشتاران و جانشین ستاد کل ارتش ملی پس از انقلاب بود. اظهارات وی در جلسه ۲۲ بهمن ۱۳۵۷ سران ارتش در مورد عدم تعهد ارتش به نخست‌وزیر شاهپور بختیار که به‌دنبال تأسیس حکومت جمهوری است همه شرکت کنندگان را تحت تأثیر قرار داد و منجر به صدور اعلامیه بی‌طرفی ارتش و پیروزی انقلاب ۵۷ شد.

## تحصیلات و خانواده
هوشنگ حاتم در سال ۱۲۹۷ خورشیدی در شهر رشت به دنیا آمد پدر وی محمد حاتم رشتی از افراد شناخته شده در رشت بود که در فرانسه تحصیلات عالیه خود را انجام داده بود
او تحصیلات خود را تا مقطع متوسطه در این شهر انجام داده و در سال سال ۱۳۱۵ در دانشکده حقوق دانشگاه تهران به تحصیل پرداخت وی پس از اتمام دوره لیسانس به دانشکده افسری رفت و پس از دو سال تحصیل در سال ۱۳۲۰ فارغ‌التحصیل شد.

## مدارج نظامی
حاتم خدمت خود را با درجه ستوان دومی توپخانه در ارتش آغاز کرد و در سال ۱۳۳۵ پس از اخذ درجه سرهنگ دومی، دوره دافوس را گذراند. او در دوره خدمت خود به مناصبی مانند: فرمانده توپخانه لشکر ۱ گارد، فرماندهی مرکز آموزش توپخانه اصفهان، فرماندهی سپاه شیراز و نیز جانشین فرماندهی ستاد ارتش در سال ۱۳۵۷ منصوب شد.

## اعلامیه بی‌طرفی ارتش
هوشنگ حاتم جانشین فرمانده ستاد در آخرین جلسه ستاد با بیان موضوع خروج شاه و عدم بازگشت او و اعلام جمهوریت توسط آیت‌الله خمینی و قصد بختیار مبنی بر تغییر سیستم حکومت به جمهوری و با اشاره به تجربه مشابه ارتش ترکیه درخواست کرد که ارتش بیانیه بی‌طرفی صادر کند.
فردوست نویسنده بیانیه بی‌طرفی ارتش را هوشنگ حاتم معرفی می‌کند.
هوشنگ نهاوندی رئیس اسبق دانشگاه تهران مدعی است که تیمسار حاتم در سمت کفالت و جانشینی ستاد بزرگ ارتش داران خواهان برخورد شدید با مخالفان بود که مورد موافقت شاه قرار نگرفت.
سرهنگ محمد علی شریف النسب مدعی است که حاتم در روز آخر به قره‌باغی گفته بود: همه پادگان‌ها در محاصره است، چه کار می‌کنی؟ متن را جلویش گذاشته پرسیده بود آیا امرا امضا کرده‌اند؟ حاتم گفته بود الان امضا می‌کنند! حدود ۱۵ امضا گرفته بود سپس قره باغی امضا کرده و گفته بود این را به اطلاع رادیو تلویزیون برسانید.» و از دو هفته قبل از اعلام بیطرفی ارتش به قره باغی گفته بوده‌است که باید با اعلام بیطرفی ارتش را نجات دهیم.

## پس از انقلاب
سپهبد حاتم پس از پیروزی انقلاب ۱۳۵۷ در سمت جانشین ستاد کل ارتش ملی با سرلشکر سید محمدولی قرنی همکاری می‌کند او پس از مدتی از کار کناره‌گیری کرده و در اول اسفند ۱۳۵۷ بازنشسته می‌شود. پس از مدتی وی بازداشت و در زندان قصر محبوس منتقل شد او ابتدا به سه سال زندان محکوم شد و در ادامه با درخواست افسران رده پایین توپخانه لشکر ۱ دادگاه تجدید تشکیل شد. دادگاه تجدید نظر در خرداد ۱۳۵۹ در شعبه اول دادگاه انقلاب اسلامی مرکز تشکل شد و در نهایت به اعدام محکوم شد. حکم اعدام در ۲۳ مرداد ۱۳۵۹ اجرا شد.